# 웨스트햄 유나이티드 FC
웨스트햄 유나이티드 축구 클럽(West Ham United Football Club)은 동런던에 위치한 런던 스타디움을 근거로 하는 잉글랜드의 축구 구단이다.

## 개요
1895년 템스 아이언워크스 FC(Thames Ironworks FC)로 창단되었으며, 1900년 7월 5일 현재의 명칭인 웨스트햄 유나이티드 FC로 개명되었다.

## 라이벌
대표적으로 사이가 좋지 않은 라이벌로는 아스날 FC, 첼시 FC, 토트넘 홋스퍼 FC, 밀월 FC가 있는데 모두 런던을 연고지로 하는 팀들이며 그중에서 밀월과의 관계가 매우 좋지 않다. 이유는 템즈강을 두고 Surrey dock(밀월쪽), Royal dock(웨스트햄쪽)으로 나뉘었는데 Royal dock의 조선소들은 파업을 하였으나 Surrey dock 지역의 조선소들은 파업을 안해서 조선소 간에 갈등이 심화되고 결국 Royal dock 지역의 주민들이 Surrey dock 지역 주민을 죽임으로써 본격적으로 갈등이 심화되었다 (그전부터 Surrey dock 지역을 깔보기도 했다고함). 그리하여 웨스트햄FC와 밀월FC의 경기를 동런던 더비 또는 훌리건스 더비 라고 부르는데 실제로 훌리건스 라는 영화가 동런던 더비를 배경으로 했기 때문이다.
실제로 2009년 칼링컵 2라운드 경기에서 밀월팬과 웨스트햄 팬 간에 충돌이 일어나 많은 사람들이 연행되었다.시작은 1-0으로 이기고 있던 밀월팬들이 웨스트햄의 선수 콜린스의 부친상을 조롱하면서 시작되었고 2-1로 웨스트햄이 역전을 하자 웨스트햄팬들이 역으로 조롱하면서 고조되었다. 결국 경기는 3-1로 웨스트햄의 승리로 끝났다.

## 역대 성적
- 프리미어리그(구(舊) 1부 리그)
  - 최고성적: 3위, 1986
- 풋볼 리그 챔피언십(구(舊) 2부 리그) 우승 2회
  - 우승: 1958, 1981
  - 준우승: 1923, 1991, 1993
  - 플레이오프 우승: 2005
  - 플레이오프 준우승: 2004
- 서부 리그 우승 1회
  - 우승: 1907-08 (2군)
- FA컵 우승 3회
  - 우승: 1964, 1975, 1980
  - 준우승: 1923, 2006
- 풋볼 리그 컵 
  - 준우승: 1966, 1981
- FA 커뮤니티 실드 우승 1회
  - 우승: 1964 (공동)
- 리그 워 컵 우승 1회
  - 우승: 1940국제 대회
- UEFA 컵 위너스 컵 우승 1회
  - 우승: 1965
  - 준우승: 1976
- UEFA 인터토토컵 우승 1회
  - 우승: 1999
- UEFA 유로파리그
  - 4강 : 2021-22
- UEFA 유로파 컨퍼런스리그 우승 1회
  - 우승 : 2022-23

## 현재 선수 명단
2025년 7월 11일 기준
참고: FIFA 자격 규정에 따라 소속된 국가대표팀 국기를 표시합니다. 선수는 복수의 FIFA 비회원국 국적을 가지고 있을 수 있습니다.
| 번호 | 포지션 | 국적             | 이름                      |
| ---- | ------ | ---------------- | ------------------------- |
| 7    | FW     |                  | 크리센시오 서머빌         |
| 10   | MF     |                  | 루카스 파케타             |
| 11   | FW     |                  | 니클라스 퓔크루크         |
| 15   | DF     |                  | 콘스탄티노스 마브로파노스 |
| 17   | MF     |                  | 루이스 길례르미           |
| 19   | MF     |                  | 에드손 알바레스           |
| 20   | MF     | 잉글랜드         | 재러드 보언 (주장)        |
| 21   | GK     | 잉글랜드         | 웨스 포더링엄             |
| 23   | GK     |                  | 알퐁스 아레올라           |
| 24   | MF     |                  | 기도 로드리게스           |
| 25   | DF     |                  | 장클레르 토디보           |
| 26   | DF     | 잉글랜드         | 맥스 킬먼                 |
| 28   | MF     | 체코             | 토마시 소우체크           |
| 29   | DF     | 콩고 민주 공화국 | 에런 완비사카             |

| 번호 | 포지션 | 국적       | 이름              |
| ---- | ------ | ---------- | ----------------- |
| 33   | DF     |            | 이메르송 팔미에리 |
| 39   | MF     | 스코틀랜드 | 앤디 어빙         |

### 임대선수 명단
참고: FIFA 자격 규정에 따라 소속된 국가대표팀 국기를 표시합니다. 선수는 복수의 FIFA 비회원국 국적을 가지고 있을 수 있습니다.
| 번호 | 포지션 | 국적         | 이름                                         |
| ---- | ------ | ------------ | -------------------------------------------- |
| 8    | MF     | 잉글랜드     | 제임스 워드프라우스 (노팅엄 포리스트로 임대) |
| 22   | FW     | 코트디부아르 | 막스웰 코르네 (사우샘프턴으로 임대)          |
| 27   | DF     | 모로코       | 나예프 아게르드 (레알 소시에다드로 임대)     |
| 40   | MF     | 잉글랜드     | 조지 어시 (브리스틀 시티로 임대)             |
| 50   | FW     | 북아일랜드   | 캘럼 마셜 (허더즈필드 타운으로 임대)         |
| 53   | DF     | 잉글랜드     | 리바이 라잉 (첼트넘 타운으로 임대)           |

| 번호 | 포지션 | 국적       | 이름                                   |
| ---- | ------ | ---------- | -------------------------------------- |
| 54   | MF     | 북아일랜드 | 패트릭 켈리 (동커스터 로버스로 임대)   |
| 65   | DF     | 북아일랜드 | 마이클 포브스 (브리스틀 로버스로 임대) |
| —    | GK     |            | 헤기 크리스티언 (머더웰로 임대)        |
| —    | DF     |            | 퀴르트 주마 (알오루바로 임대)          |
| —    | MF     |            | 모하마두 캉테 (파리 FC로 임대)         |

### 영구 결번
참고: FIFA 자격 규정에 따라 소속된 국가대표팀 국기를 표시합니다. 선수는 복수의 FIFA 비회원국 국적을 가지고 있을 수 있습니다.
| 번호 | 포지션 | 국적     | 이름          |
| ---- | ------ | -------- | ------------- |
| 6    | DF     | 잉글랜드 | 보비 무어     |
| 38   | FW     |          | 딜런 톰바이즈 |

## 역대 감독
| 감독            | 임기        |
| --------------- | ----------- |
| 론 그린우드     | 1961 ~ 1974 |
| 해리 레드냅     | 1994 ~ 2001 |
| 글렌 로더       | 2001 ~ 2003 |
| 앨런 파듀       | 2003 ~ 2006 |
| 잔프랑코 졸라   | 2008 ~ 2010 |
| 샘 앨러다이스   | 2011 ~ 2015 |
| 슬라벤 빌리치   | 2015 ~ 2017 |
| 데이비드 모이스 | 2017 ~ 2018 |
| 데이비드 모이스 | 2019 ~ 2024 |

## 네임드 팬
- 버락 오바마 (前대통령)